# Rundbergstjärnen
Rundbergstjärnen är en sjö i Älvsbyns kommun i Norrbotten och ingår i Piteälvens huvudavrinningsområde. Rundbergstjärnen ligger i Piteälven Natura 2000-område.